# Song Donglun
Song Donglun (em chinês:  宋 冬伦; Pequim, 28 de abril de 1991) é uma jogadora de polo aquático chinesa.

## Carreira
Song disputou duas edições de Jogos Olímpicos pela China: 2012 e 2016. Seu melhor resultado foi a quinta colocação nos Jogos de Londres, em 2012.